# York Factory

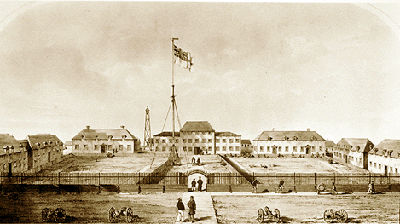
York Factory, 1853

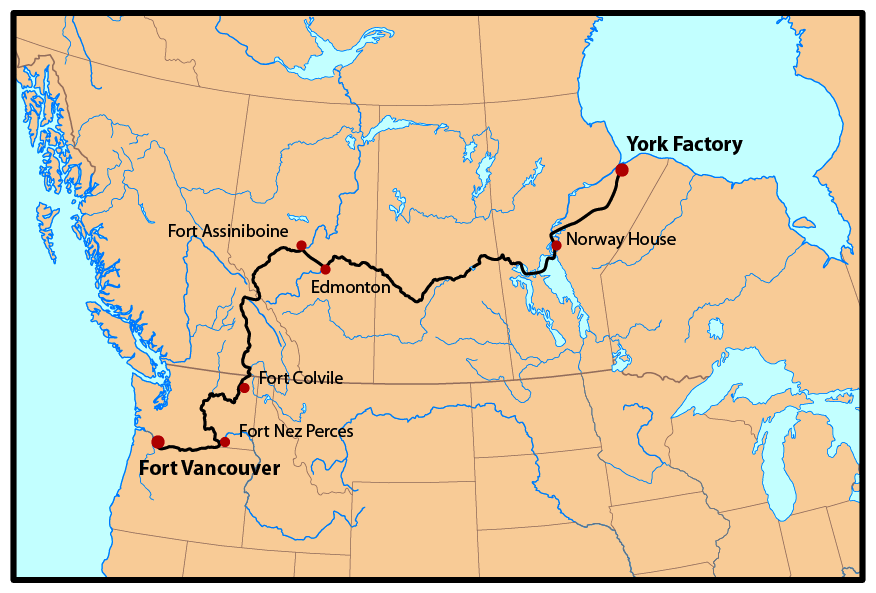
Mapa de la ruta del York Factory Express. Dècada de 1820 a 1840. Les fronteres polítiques són les actuals.

York Factory va ser un establiment i factoria que es trobava a la riba sud-oest de la badia de Hudson, al nord-est de Manitoba, Canadà, a la desembocadura del riu Hayes, aproximadament 200 km al sud-sud-est de Churchill. L'assentament va ser la seu del departament nord de la Companyia de la Badia de Hudson entre 1821 i 1873. Va estar en funcionament com a centre comercial de pells durant 270 anys, fins que el 1957 la companyia va decidir el seu tancament.
L'indret va ser designat lloc històric nacional del Canadà el 1936. Des del 1968 és propietat del govern canadenc i actualment és gestionat per Parcs Canada. A banda d'una residència d'estiu per al personal de Parcs Canadà i dels propers terrenys de caça de temporada, en l'actualitat no hi ha ningú que visqui permanentment a York Factory. York Factory va ser construït el 1684. L'estructura de fusta és de 1831 i és l'estructura de fusta més antiga i gran del Canadà construïda al permafrost.
York Factory està situat a la riba nord del riu Hayes, uns set quilòmetres terra endins. Cap al nord, a través del 'Point of Marsh' hi ha la desembocadura del riu Nelson. Tot i que el Nelson és molt més gran (drena el llac Winnipeg), el Hayes és una ruta en canoa més pràctica. Degut a un fons poc profund els vaixells ancoraven a Five Fathom Hole, a set milles del fort, i des d'allà es transferien els béns a vaixells més petits. L'aeroports més propers són els de Shamattawa i Gillam.

## Història

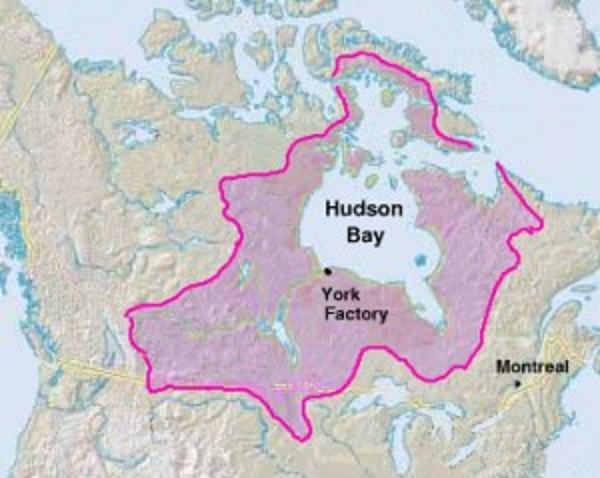
La Terra de Rupert, amb la situació de York Factory.

Entre el segle xvii i finals del XIX les instal·lacions de York Factory eren el centre d'operacions de la Companyia de la Badia de Hudson pel control del comerç de pells i altres negocis amb les Primeres Nacions a tota la Terra de Rupert, el vast territori que comprèn tota la conca de la badia de Hudson i que actualment forma part del Canadà.
Els tres primers assentaments de la Companyia de la Badia de Hudson es van establir a la badia de James al voltant de 1670. El 1684 es va establir Fort Nelson a la desembocadura del proper riu Nelson. La companyia va construir un segon fort al riu Hayes, donant-li el nom del duc de York. L'establiment d'aquests forts va provocar una resposta de Nova França. En l'expedició de la Badia de Hudson (1686), els francesos van sortir per terra des de Quebec i van ocupar tots els establiments de la badia de James. Durant la guerra del rei Guillem França va enviar diverses vegades la força naval cap a la Badia de Hudson per capturar o destruir la fortalesa. El 1694 Pierre Le Moyne d'Iberville va capturar la factoria, alhora que li canviava el nom pel de Fort Bourbon. Forces angleses van recuperar l'indret l'any següent. El 1697 d'Iberville va guanyar la batalla de la badia de Hudson, la batalla naval més gran en la història de l'Àrtic d'Amèrica del Nord. La força francesa va guanyar la batalla naval i altra vegada va capturar el fort. Fort Nelson va estar en mans franceses fins al 1713, quan va ser retornada als britànics d'acord amb el Tractat d'Utrecht. En 1713 York Factory es va traslladar al lloc actual, a la desembocadura del riu Hayes.
Entre 1788 i 1795 la Companyia de la Badia de Hudson va construir una fortalesa octogonal de pedra i maó. L'elecció del material no fou bona i el 1831 el fort de pedra va ser arrasat. La secció central de tres pisos es va acabar aquell mateix any i les ales de dos pisos foren finalitzades en els dos anys posteriors.
Durant el seu primer segle es van fer servir les Primeres Nacions per comerciar, evitant d'aquesta manera enviar els mateixos comerciants continent endins. La seva posició, a la desembocadura del Nelson, permetia l'accés en canoa des de les conques dels rius Saskatchewan i Red.
A finals del segle xviii la mateixa natura centralitzadora de la Companyia de la Badia de Hudson va fer que comencessin a estar en desavantatge respecte als voyageurs, més àgils, de la Companyia del Nord-oest, que viatjaven amb les primeres nacions per la vasta xarxa de llacs i rius. En resposta la Companyia va començar a enviar els seus propis comerciants des de York Factory i excepcionalment establint posicions terra endins, primer al llarg del riu Saskatchewan, i posteriorment estenent-se fins al país d'Oregon. Entre 1821 i 1846, dues vegades l'any, les brigades conegudes com a York Factory Express viatjaven per terra fins a Fort Vancouver, seu de la Companyia de la Badia de Hudson al districte de Colúmbia. Portaven subministraments i béns comercials i tornaven amb pells destinades a Londres.
York Factory va continuar en mans de la Companyia de la Badia de Hudson després de l'adquisició de la Terra de Rupert pel Domini del Canadà el 1870, però el 1957 va tancar la botiga a York Factory. Des del 1968 és propietat del govern canadenc i actualment és gestionat per Parcs Canada. Els habitants van ser traslladats a York Landing Cree Nation, a uns 116 km a l'ENE de Thompson.